# ディアニア
ディアニア（Diania）は、約5億年前のカンブリア紀に生息した葉足動物の一属。中国雲南省の澄江動物群で見つかった Diania cactiformis という一種のみによって知られている。強大な脚にたくさんの棘をもつ、「歩くサボテン」（walking cactus）というニックネームで知られていた。
記載当初の本属は、脚に硬質の外骨格と関節があるように解釈されたため、そのような付属肢（関節肢）を特徴とする節足動物に近縁と考えられた。しかしこのような見解は、後に多くの研究に誤解釈として否定された。

## 名称
学名「Diania」は、化石標本が発見された雲南省の別名「滇」（簡体字：滇、ピンイン：Diān）より。模式種（タイプ種）の種小名「cactiformis」、およびニックネーム「歩くサボテン」（walking cactus）は、そのサボテン（cactus）に似た外見に由来する。

## 発見
ディアニアは、西安の西北大学の劉建妮 (Jianni Liu)、北京の中国地質大学の Qiang Ou、およびベルリン自由大学のミヒャエル・シュタイナー (Michael Steiner) によってそれぞれ独自に発見された。本属の化石標本が産出する玉案山部層（Yu’anshan Formation）は、古生代カンブリア紀第三期（約5億1,800万年前）に当たる、中国雲南省の澄江にあるラーガーシュテッテ（保存状態の良い化石を産する堆積累層）の1つである。
本属は記載当初（Liu et al. 2011）では30点以上の化石標本が発見され、そのうち3つがほぼ全身を保存された。それ以降では Ma et al. 2013 から7つの化石標本（全身を保存した YKLP 11314 と断片的な YKLP 11315~11320）、Ou & Mayer 2018 から頭部を保存した前半身の化石標本 ELEL-SJ102058 が記載された。また、既知の化石標本は全て背面もしくは腹面を表しており、側面に保存されることはない。

## 形態

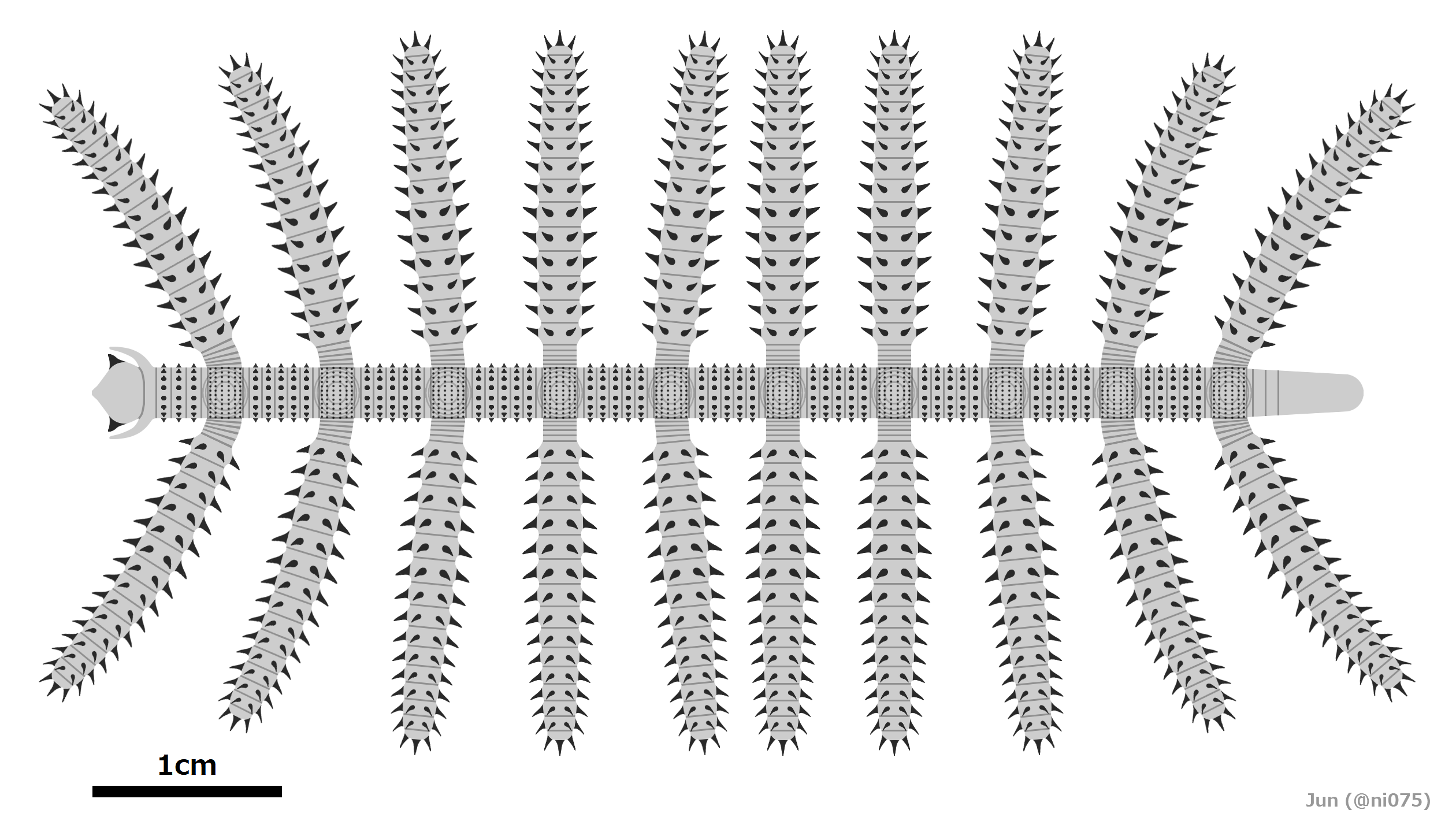
ディアニアの全身復元図（頭部は左側、尾部は右側に向く）
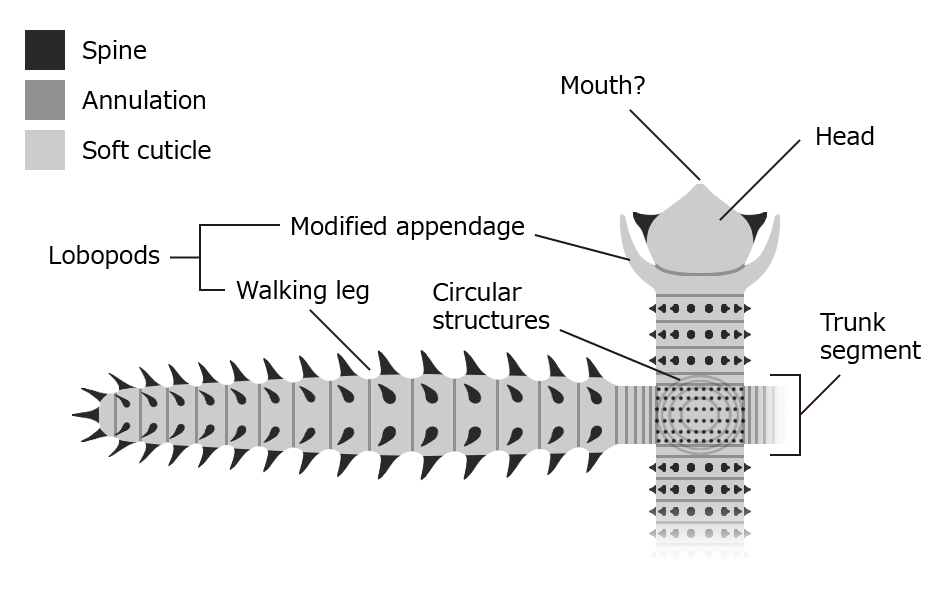
ディアニアの頭部と胴部の前端（黒色：棘、暗灰色：環形の筋、薄灰色：柔軟の表皮）

脚を含めて全長4.6cmから約6cmの葉足動物である。全身の表皮は柔らかく、環形の筋（annulation）と棘が生えている。体は単純の蠕虫状だが、脚は強大でたくさんの棘があるという、葉足動物の中でも類が見られないほど独特な特徴をもつ。

### 頭部と胴部
胴部は蠕虫状に細長く、表面は環形の筋と微小な棘がある。脚に連結する段、いわゆる胴節の部分は中央に円形の表皮構造がある。脚の連結部は他の葉足動物より左右に向くため、胴節の背腹はほぼ区別がつかない。消化管の痕跡は既知の化石標本に見当たらない。
胴部の両端は化石で明確に保存されにくく、前後は判断しにくい。標本 YKLP 11314 は胴部の片側の端にやや細長い突出部、反対側の端に丸みを帯びた突出部が見られるが、いずれも頭部らしき特徴が見当たらず、前後関係（どっちが頭部でどっちが尾部か）は不明確とされた。2018年現在、頭部の可能性が高い構造は標本 ELEL-SJ102058 のみに見られ、ヘルメット状で、眼はなく、前端には口をもつとされる短い円錐状の突出部と、左右には縁から出張った1対の棘がある。これは標本 YKLP 11314 の丸みを帯びた突出部に該当する部分で、従って細長い突出部は尾部、丸みを帯びた突出部は頭部とされる。

### 付属肢（葉足）
付属肢は胴部の左右やや腹側に配置され、他の葉足動物と同様に全て柔軟な葉足（lobopod）である。頭部の直後には、特化した1対の目立たない触手様の葉足がある。それ以降の胴節は、本属最大の特徴である10対の同形の脚が大きく張り出していた。脚の基部はやや細く、数本の密集した環形の筋のみをもつが、それ以降の部分は胴部と同じほど太く、4列（背面と左右各2列）の発達した棘があり、15本ほどの環形の筋の間に配置される。脚の先端は前述のものに同型の棘が最多3本あり、他の多くの葉足動物に見られるような鉤爪はない。
本属の脚は基部以降の環形の筋が他の葉足動物のものより間隔が大きく、一見では節足動物の硬質の関節肢によく似て、記載当初もそのように誤解釈されてきたが、実際には他の葉足動物と同じく柔軟な葉足であり、関節肢ではない（後述参照）。

## 生態

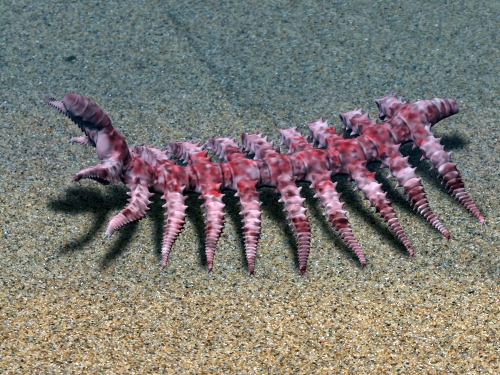
海底を歩くディアニアの生態復元図（旧復元）

他の葉足動物に比べてもディアニアの形態は独特であるため、その生態は推測しにくい。堆積物由来の消化管の内容物が見当たらないことから、本属は堆積物食性ではなく、腐肉食性であったと考えられる。
本属の頭部の直後にある目立たない葉足は、ハルキゲニアに見られる前方の触手状の葉足に似て、感覚や餌を運ぶ役割を果たしたと考えられる。脚にあるたくさんの棘は、ハルキゲニアやルオリシャニアの胴部に生えた棘のように、防御に用いられたと考えられる。腹側に向けて、終端に鉤爪がある多くの葉足動物の細い脚とは異なり、本属の爪のない丈夫な脚は、常に体の左右に向けて張り出していた。このような脚の配置は登攀に適しているが、鉤爪を欠くことにより、本属はむしろ登攀に不向きで、海底などの平たい表面を這い回る底生動物（ベントス）であったと考えられる。

## 復元史と系統関係
2018年現在、ディアニア（ディアニア属 Diania）は模式種（タイプ種）である Diania cactiformis のみによって知られる。
ディアニアは葉足動物であることは昔今を通じて認められる。しかし原記載における本属の脚の構造とそれに基づいた系統関係に対する解釈は、それ以降の研究から多く再検討と否定を受けていた。記載当初の2011年始の本属は、脚は外骨格と関節をもつ関節肢とされ、関節肢の起源を示唆する節足動物の近縁と考えられた。しかし本属の節足動物との関係性は同年8月以降から疑わしく見受けられ、2013年以降に至ってはその脚の関節肢的性質まで誤解釈として否定されるようになり、節足動物に類縁せず、関節肢の起源に無関係の葉足動物となった。それ以外の一部の特徴も、再検討がなされる度に更新されていた。

### 関節肢をもつ、節足動物の起源に近い（2011年2月）
ディアニアが所属する葉足動物というグループ自体は、緩歩動物（クマムシ）と有爪動物（カギムシ）だけでなく、様々な中間型生物（シベリオン類、gilled lobopodians）を介して節足動物の起源に深く関与することが広く認められる（詳細は葉足動物#節足動物との関係性と恐蟹類#系統関係を参照）。しかし葉足動物の付属肢は、たとえ節足動物に近縁のシベリオン類だとしても環形の筋しか見当たらない柔軟な葉足であり、節足動物において特徴的な外骨格と関節をもつ関節肢ではなかった。

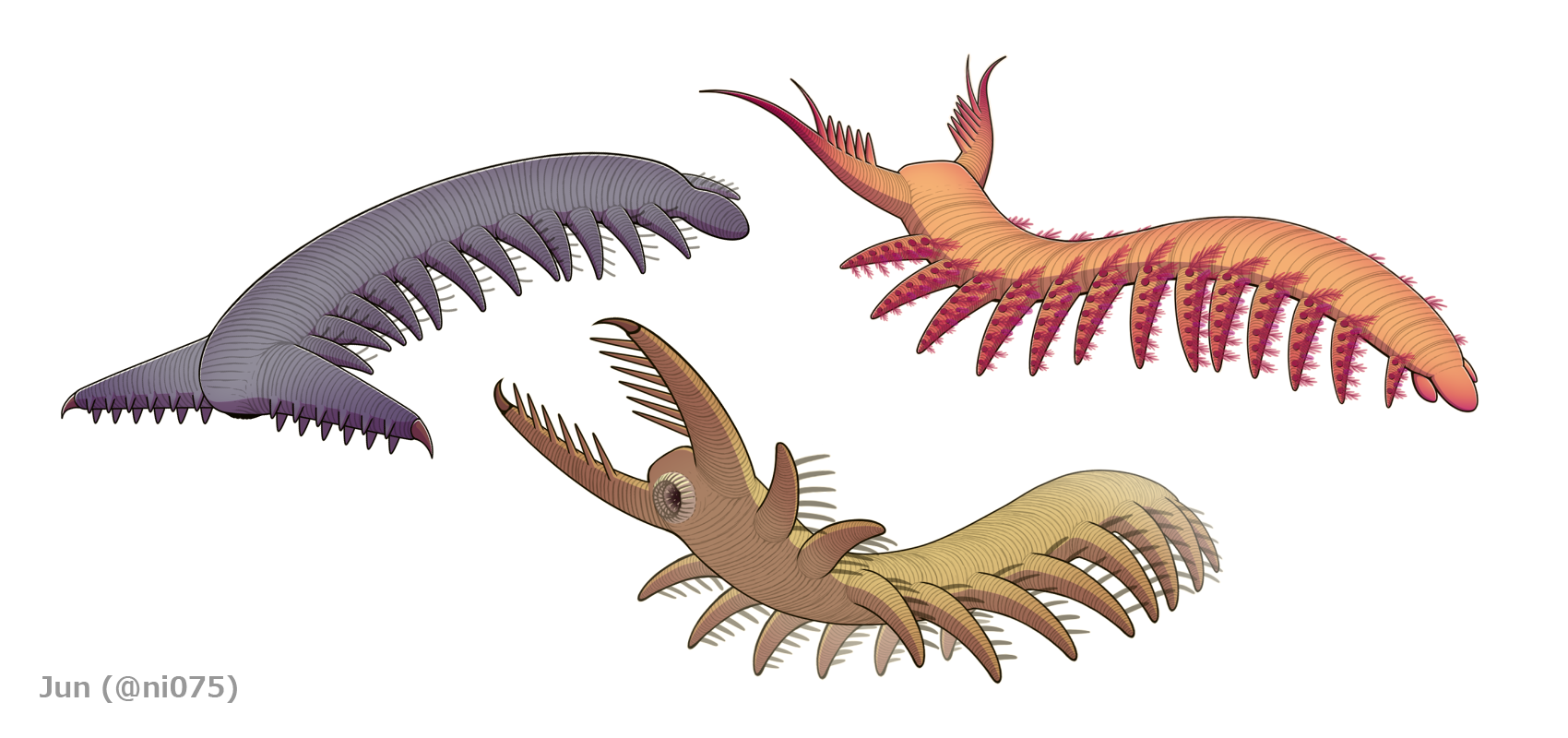
シベリオン類の葉足動物シベリオン（左上）、メガディクティオン（中下）とジェンシャノポディア（右上）

そこで Liu et al. 2011 は、ディアニアを例外的に「関節肢をもつ葉足動物」と考え、その脚に見られる環形の筋を関節、その間に当たる広い間隔を硬質の外骨格と解釈していた。これに基づいて、Liu et al. 2011 はディアニアを節足動物の関節肢の起源に近く、早期の節足動物は胴部の硬質化より付属肢の硬質化（背板と腹板）を先に進化したことを示す証拠と考えていた。Liu et al. 2011 に載たられる系統解析結果は、ディアニアを節足動物の絶滅した基部系統（ステムグループ）の一員とし、その中でディアニアはラディオドンタ類（アノマロカリスなど）より派生的で、シンダーハンネスと真正の節足動物（真節足動物）より早期に分岐するとされていた。

### 関節肢があっても、節足動物の系統に繋がる可能性は低い（2011年8月）
ところがその後、Liu et al. 2011 の上述の一連の見解は、多くの研究から否定的な評価を受けていた。
Liu et al. 2011 が発表された半年後、上述の系統解析結果は同一文献のデータに矛盾であると Mounce & Wills 2011 に指摘された。Mounce & Wills 2011 と Legg et al. 2011 が Liu et al. 2011 と同様なデータと解析方法を用いてもう一度その系統図を再現しても、ディアニアは節足動物の系統から大きく離れたという、Liu et al. 2011 の見解から大きく逸している解析結果しか与えられなかった。これは、ディアニアは節足動物様の関節肢をもつだとしても、同時に基盤的な節足動物であるラディオドンタ類、オパビニアや gilled lobopodians（ケリグマケラとパンブデルリオン）に見られる特化した前部付属肢・鰭と脚の組み合わせ（二叉型付属肢）・対になる消化腺などという節足動物の系統に至る多くの重要な性質を欠いており、節足動物の系統につながる可能性が分岐学的に低いからである。この場合、ディアニアは関節肢をもつだとすれば、それは節足動物のものとは別起源である可能性の方が高い。
また、Liu et al. 2011 が従った、シンダーハンネスをラディオドンタ類より真節足動物に近いとする系統仮説も、後に多くの文献に否定された（詳細はシンダーハンネス#節足動物における系統的位置を参照）。

### 関節肢をもたず、節足動物の起源に無関係（2013年5月以降）

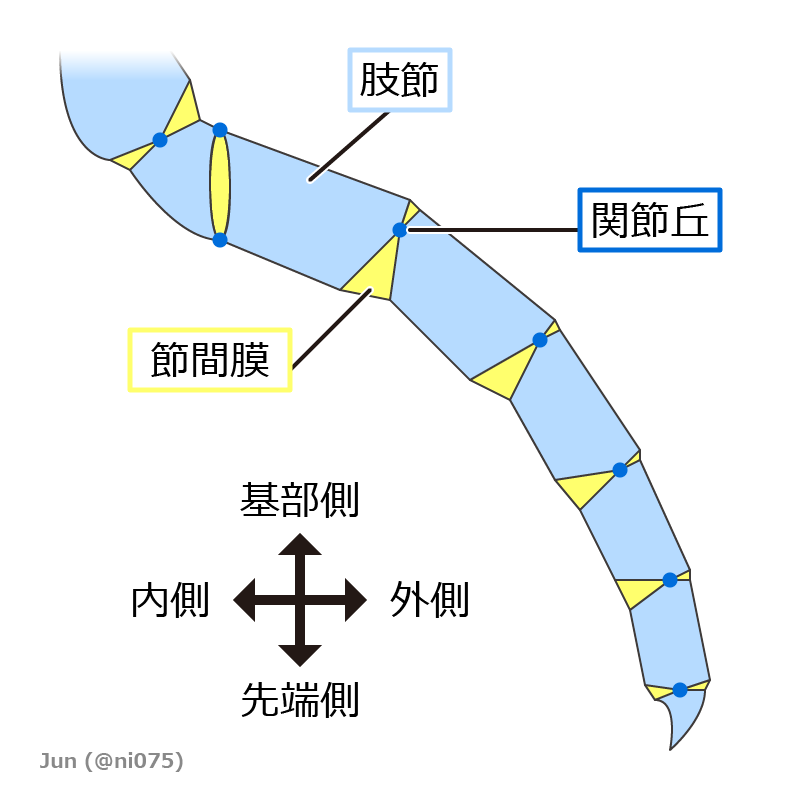
関節肢の基本構造。ディアニアの脚は、図に示されるような外骨格（肢節、水色）、関節丘（暗青色）と節間膜（黄色）はなかった。

Ma et al. 2013 の再検証をはじめとして、ディアニアの脚は関節肢的性質をもたない葉足であると判明し、Liu et al. 2011 は本属の脚の構造を誤解釈していたと指摘された。ディアニアの脚は保存状態によって顕著な変形（ねじれ、不均一の太さなど）が見られ、関節と思われる環形の筋もそれによって不明瞭になることがある。この性質は、常に一定の形と明瞭な関節を保する硬質の関節肢らしからぬ、むしろ他の葉足動物と同様に葉足の柔軟性を証明する特徴である。関節肢の特徴である関節丘（ピボット）や節間膜も、ディアニアのどの化石標本からも発見できなかった。
この一連の反発により、ディアニアは形態・系統とも節足動物との関係性が否定され、節足動物とその関節肢の起源に無関係の葉足動物と見直されるようになった。それ以降の系統解析では、ディアニアは多く葉足動物と同様に系統位置は不確実で、文献によって有爪動物の初期系統に含まれる、もしくはどの現生汎節足動物（有爪動物・緩歩動物・節足動物）にも属さない別系統とされる。前者の系統仮説では、ディアニアはゼヌシオンに近縁とされる場合もある。

### 関節肢の有無以外の特徴の復元史
Liu et al. 2011 はディアニアの胴節の円形構造を筋肉組織、脚の基部以降の（当時は関節と誤解釈された）環形の筋を17本、脚の先端にある棘を爪、化石標本 ELI-WD0026 の片側に見られる1本の太い構造体を胴部より太い吻と解釈していた。Ma et al. 2013 の再検証では、Liu et al. 2011 に吻と解釈された部分は胴部と同じ方向に屈曲した脚の見間違いと指摘され、化石標本 YKLP 11314 の体の両端から（当時では前後関係不明の）細長い端と丸みを帯びた端を判明した。また、胴節の円形構造は表皮組織であった可能性の方が高く、脚の基部以降の環形の筋は最多15本、先端にある棘は直前の棘と同形であるため、爪として認められない。Ou & Mayer 2018 の再検証では、化石標本 ELEL-SJ102058 の前方から1対の目立たない葉足と、その前端にあるヘルメット状の頭部を判明し、従来の細長い端は尾部、丸みを帯びた端は頭部であることも示された。